# Запис Миленковића дуд (Шалудовац)
Запис Миленковића дуд (Шалудовац) се налази на парцели чији је власник Миленковић Милосав.

## Локација
| Општина             | Параћин                                                                     |
| Катастарска општина | Шалудовац                                                                   |
| Потес               | Беговина                                                                    |
| Координате          | 43° 52′ 55″ С; 21° 32′ 05″ И / 43.881900000000002° С; 21.534700000000001° И |
| Надморска висина    | 246m                                                                        |

## Карактеристике
Дендрометријске вредности утврђене на терену и сателитским снимцима:
| Стабло                     | Дуд |
| Висина стабла              | m   |
| Обим дебла                 | m   |
| Пречник крошње             | 8m  |
| Пречник дебла              | m   |
| Висина дебла до прве гране | m   |

## База записа
Запис је у оквиру Викимедија пројекта "Запис - Свето дрво" заведен под редним бројем 0403.